# Liste des ambassadeurs d'Allemagne au Malawi
La liste des ambassadeurs d'Allemagne au Malawi contient les ambassadeurs de la République fédérale d'Allemagne au Malawi.
L'ambassade est basée à Lilongwe .
| Nom de famille                      | Mandat      |
| ----------------------------------- | ----------- |
| Johannes Balser                     | 1964-1968   |
| Bernhard Heibach                    | 1968-1972   |
| Alexander Count York von Wartenburg | 1972-1975   |
| Erhard Holtermann                   | 1975-1979   |
| Karl Wall                           | 1980-1983   |
| Theodora van Rossum                 | 1983-1988   |
| Wilfried Rupprecht                  | 1988-1992   |
| Ulrich Nitzschke                    | 1992–1996   |
| Jürgen Hellner                      | 1996-2000   |
| Bague Franz                         | 2000-2004   |
| Albert Gisy                         | 2004-2008   |
| Rainer Müller                       | 2009-2011   |
| Peter Woeste                        | 2011-2016   |
| Jürgen Borsch                       | depuis 2016 |

## liens web
- Site Web de l'ambassade d'Allemagne à Lilongwe